# Guadalupe (Huila)
Pour les articles homonymes, voir Guadalupe.
Guadalupe est une municipalité située dans le département de Huila, en Colombie.